# Triśula

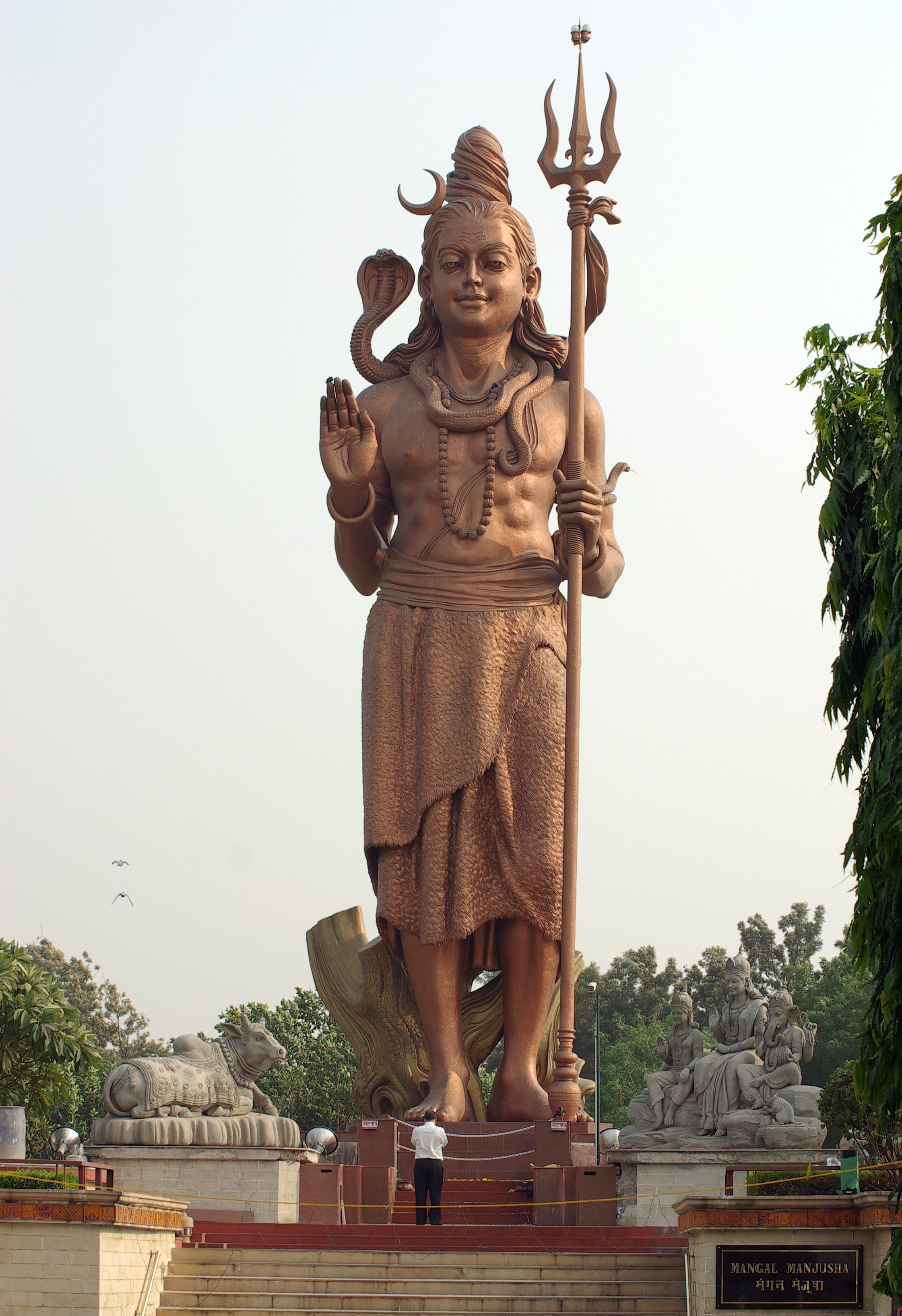
Posąg Śiwy z triśulą

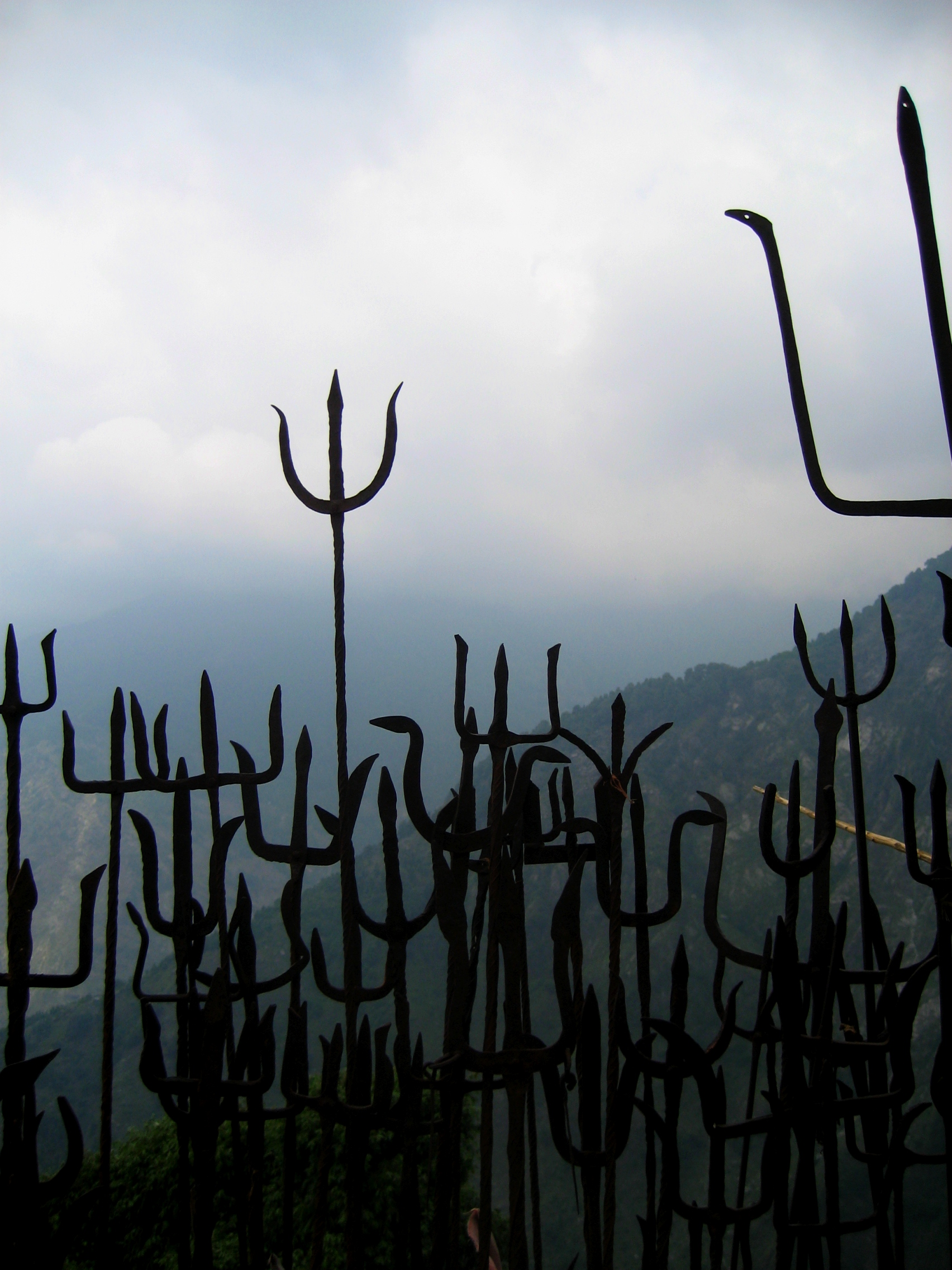
Trójzęby przynoszone w ofierze bogini Guna Dewi

Triśula (sanskryt: त्रिशूल , triśūla) – trójząb, symbol religijny w hinduizmie, jeden z najważniejszych atrybutów boga Śiwy.

## Symbolika
Trzy zęby triśuli symbolizują zazwyczaj stworzenie, podtrzymywanie życia i zniszczenie. Niekiedy interpretuje się je jako przeszłość-teraźniejszość-przyszłość itd. Bywa symbolem trzech gun lub jedności trzech stanów świadomości (turija).
W buddyzmie triśul jest symbolem trzech klejnotów (triratna).
W Nepalu triśul jest używany jako symbol wyborczy Nepalskiej Partii Komunistycznej.

## Mitologia
Według jednego z mitów Śiwa trójzębem odciął głowę Ganeśi.